# 家幽灵蛛
家幽灵蛛（学名：Pholcus phalangioides）又名室內幽靈蛛，为幽灵蛛科幽灵蛛属的动物。廣泛分布於全球副熱帶地區與溫帶近海地區，多生活于张网于室内墙角、屋顶、桌和橱下等暗处。